# Xã Lebanon, Quận Cooper, Missouri
Xã Lebanon (tiếng Anh: Lebanon Township) là một xã thuộc quận Cooper, tiểu bang Missouri, Hoa Kỳ. Năm 2010, dân số của xã này là 329 người.